# Астон, Френсис
Фре́нсис А́стон (не ранее 1644 и не позднее 1645 — не ранее июнь 1715 и не позднее июль 1715) — английский учёный, член Королевского общества, секретарь общества в 1681—1685 годах.

## Биография
Френсис Астон родился в 1644 или 1645 году. О его семье ничего не известно, кроме того, что его отец умер, когда Френсис был ещё ребёнком. В возрасте 12 лет он поступил в Вестминстерскую школу, а в 1660 году стал королевским учеником. В 1661 году Астон поступил в Тринити-колледж Кембриджского университета, в 1665 году получил степень бакалавра и в 1667 году был избран феллоу колледжа. Там Астон стал одни из немногих друзей Исаака Ньютона. Собираясь в 1669 году в путешествие на Континент, Астон получил от своего друга известное письмо с разнообразными просьбами. Помимо указаний наблюдать обычаи и ремёсла европейских стран, многие из просьб касались алхимических интересов — например, сообщать ему обо всех замеченных им случаях трансмутации или преобразования металлов в ртуть — якобы, в копях венгерского Шемница железо превращается в медь. Также Ньютон поручил Астону проверить слухи об алхимике Джузеппе Франческо Борри (1627—1695), который скрывается от преследования папистов и ходит в зелёном костюме, и сделать выписки из «Symbola Aureae Mensae Duodecim Nationum» Михаэля Майера. В 1678 году Астон был избран феллоу, и членом Совета общества 30 ноября 1680 года. Через год Астон стал одним из секретарей общества. Его коллегой до 1682 года был Роберт Гук, а затем Роберт Плот, Уильям Масгрейв и Танкред Робинсон. 9 декабря 1685 года Астон сложил с себя обязанности секретаря. Сохранившиеся его письма того периода дают представление о сложностях, связанных с этим непростым решением. По мнению Галлея, дело было в желании Астона получать большее вознаграждение. В дальнейшем Астон продолжал оставаться членом Совета общества, входя в него 7 лет в период между 1694 и 1711 годами. В 1712 году он был членом комитета, разбиравшего спор Ньютона и Лейбница о приоритете.
Астон никогда не был женат. Он умер в июне или июле 1715 в Уайтхолле. Своё состояние он завещал Обществу, включая поместье в Мейблторпе размером 48 акров. Его портрет работы Фредерика Керсебума хранится в Обществе. Также сохранился воздушный насос, сделанный для Астона Фрэнсисом Хоксби.